# Мостова (Кіровський район)
Мостова́ (рос. Мостовая) — село в Кіровському районі Ленінградської області, Росія.